# Rada (nautica)

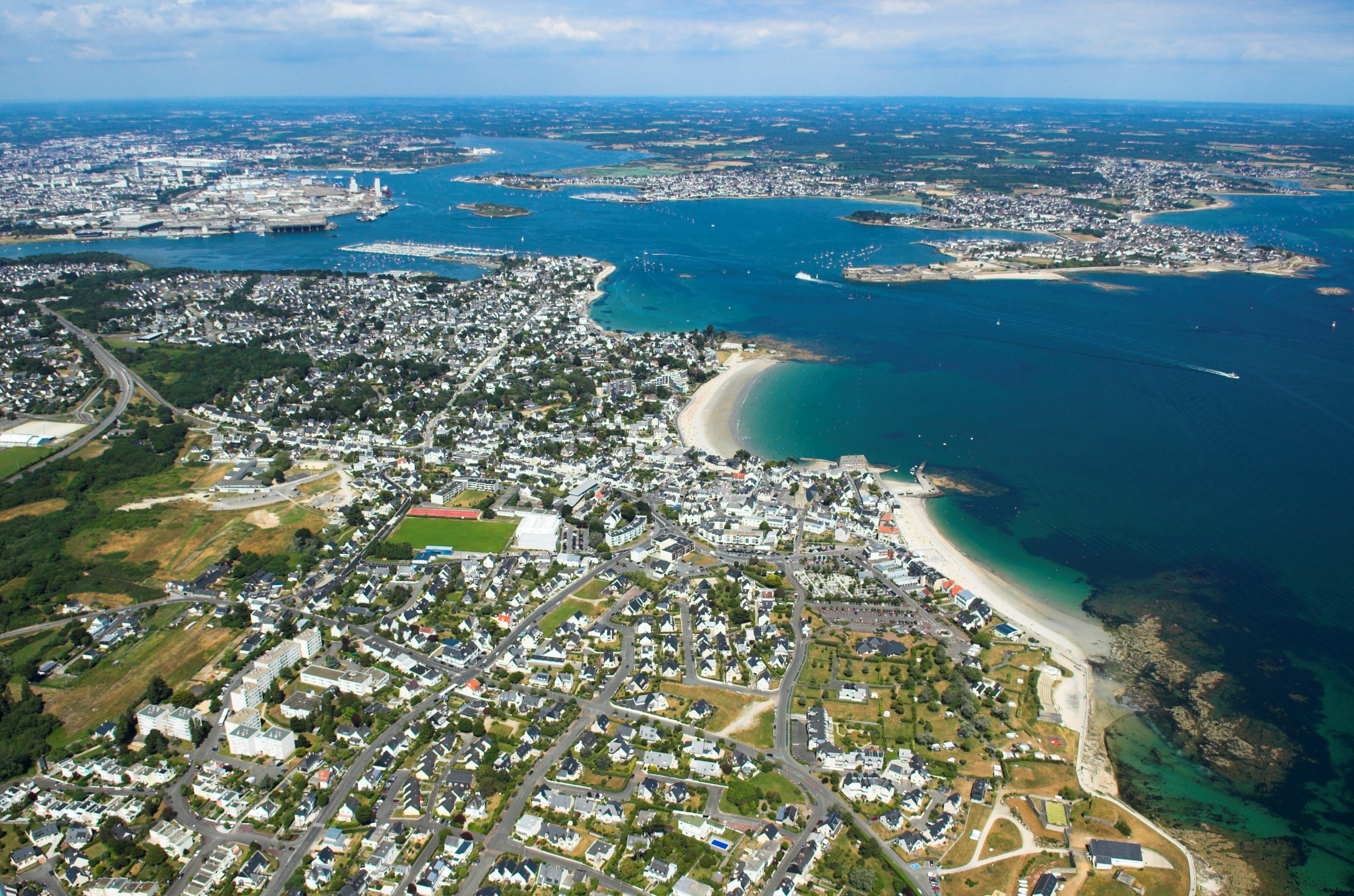
La rada di Lorient, in Bretagna

La rada è un'estensione di mare più o meno vasta (generalmente una insenatura naturale o artificiale), circondata da coste, dove le imbarcazioni e le navi possono ancorare e sostare in sicurezza al riparo dai venti e dalle correnti del mare aperto.
Alla lettera, luogo dove può allestirsi o apparecchiarsi una nave.
Insenatura naturale od artificiale di consistente ampiezza, riparata dall'azione dei venti e dalla violenza delle mareggiate e tale da poter consentire una buona garanzia per la stabilità dell'ancoraggio del naviglio e una sufficiente sicurezza nell'esecuzione delle operazioni di sbarco ed imbarco delle merci da trasportare e di rifornimento e di bunkeraggio di quanto potrà servire per la navigazione. 
In generale le rade costituiscono l'avamporto naturale dei maggiori porti mercantili.